# ژیلنتسی
ژیلنتسی (به بلغاری: Zhilentsi) یک منطقهٔ مسکونی در بلغارستان است که در شهرستان کیوستندیل واقع شده‌است.